# Свободная социалистическая партия (США)
Свободная социалистическая партия, ССП (англ. Freedom Socialist Party, FSP) — социалистическая феминистская партия в США. Возникла в 1966 году в результате откола от Социалистической рабочей партии.

## Краткая история
Непосредственным предшественником ССП была тенденция Кирк—Кай в СРП. Лидерами тенденции были Дик Фрейзер (Кирк) и Клара Фрейзер (Кай), являвшиеся тогда мужем и женой. В то время Фрейзеры рассматривались как центральные лидеры тенденции в связи с развитием ими теории революционного интегрализма. В дополнение к их характерной позиции по гражданским правам, вытекающей из теории революционного интегрализма, тенденция также приняла положения, которые были более благожелательными по отношению к маоистскому Китаю, чем было принято в СРП, что позволило заключить альянс с тенденцией Арне Швабека (Arne Swabeck) и Фрэнка Гласса (Frank Glass).
Политические разногласия, согласно формулировкам ССП, включали также некритическую поддержку СРП чёрных националистов и их теоретика Малколма Икс, ориентацию СРП на рабочую аристократию, оппортунистическую позицию по движению против войны во Вьетнаме, а также пренебрежительное отношение к возникающему феминистскому движению. Будущие активисты ССП выступали за классовую солидарность чёрных и белых рабочих, призывали к расширению понимания и вниманию к эмансипации женщин и призывали антивоенное движение к поддержке социалистических и антиколониальных требований и Вьетнамской революции.

## Идеология и организация
ССП является троцкистской партией. Анализ лидеров партии Клары Фрейзер и Глории Мартин построен на сочетании социалистического анализа женского угнетения и необходимости создания ленинистской партии. Партия рассматривает освободительную борьбу женщин, национальных и сексуальных меньшинств как важный элемент пролетарской революции.
Национальным секретарем ССП является Генри Ноубл (Henry Noble). Женщины составляют значительную часть партийного руководства. Партия связана с социалистической феминистской организацией «Радикальные женщины», функционирующей также в Австралии.
Партия имеет отделения в ряде городов США и симпатизирующую организацию в Австралии. Издается газета «The Freedom Socialist» (Свободный социалист), выходящий 6 раз в год. Различные книги, брошюры и агитационные материалы печатаются в партийном издательстве «Red Letter Press».

## Деятельность

Активисты Свободной социалистической партии на марше по случаю дня Мартина Лютера Кинга, 2006 год.

Партия участвует в единых фронтах по ряду вопросов. ССП была основным организатором Объединённого фронта против фашизма (United Front Against Fascism, UFAF), который также включает широкую коалицию левых, ЛГБТ-активистов, профсоюзов, феминисток, национальных меньшинств, евреев и активистов гражданского освобождения. Этот фронт взял на себя ведущую роль в мобилизации против неонацистов в северо-западной части тихоокеанского побережья.
В 2003 году издательство «Red Letter Press» и его главный редактор Хелен Гилберт (Helen Gilbert) стали объектом жалобы в Федеральную избирательную комиссию (ФИК) со стороны комитета кампании в поддержку многолетнего кандидата на пост президента США Линдона Ларуша. Ларуш утверждал, что Гилберт и издательство ССП, которое выпустило брошюру Гилберт с критикой идеологии и политической истории Ларуша, допустили нарушение законов финансирования кампании. ФИК нашло жалобу Ларуша необоснованной и отклонила её.
В 2004 году Джордана Сардо, член орегонского отделения ССП, участвовала в выборах в Палату представителей Орегона в 45-м избирательном округе штата. Она получила 8,74 % голосов, заняв второе место после представителя демократов Джеки Дингфелдер, получившей 89,65 % голосов.